# Elfenbensnunneört
Elfenbensnunneört (Corydalis ophiocarpa) är en vallmoväxtart som beskrevs av Joseph Dalton Hooker och Thoms.. Enligt Catalogue of Life ingår Elfenbensnunneört i släktet nunneörter och familjen vallmoväxter, men enligt Dyntaxa är tillhörigheten istället släktet nunneörter och familjen vallmoväxter. Arten har ej påträffats i Sverige. Inga underarter finns listade i Catalogue of Life.